# Adrian Lukis
Adrian Leonard Fellowes Lukis (* 28. März 1957 in Birmingham) ist ein britischer Theater- und Filmschauspieler.

## Leben
Adrian Lukis, ein Nachfahre des auf der Kanalinsel Guernsey beheimateten Natur- und Altertumsforschers Frederick Corbin Lukis, wurde 1957 in Birmingham geboren. Mit seiner Familie zog er daraufhin nach Australien, wo er in Adelaide aufwuchs. Als er neun Jahre alt war, kehrte die Familie nach England zurück, wo Lukis fortan in Devon die Schule besuchte. Nach einem Schauspielstudium an der University of Hull, wo Regisseur Anthony Minghella einer seiner Dozenten war, ging Lukis für knapp drei Jahre ins Ausland. Er reiste durch Australien und Südostasien und kam Anfang der 1980er Jahre nach England zurück. Am Drama Studio in Ealing nahm er für ein Jahr an einem zusätzlichen Schauspielkurs teil. Mit einem Auftritt in dem Bühnenstück Something Wicked This Way Comes, einer Adaption von Ray Bradburys Roman Das Böse kommt auf leisen Sohlen, gab er 1982 am Nottingham Playhouse sein Theaterdebüt. Von 1992 bis 1993 war er auch mit der Royal Shakespeare Company in Stratford-upon-Avon und London auf der Bühne zu sehen.
Um sich finanziell abzusichern, trat er ab Ende der 1980er Jahre regelmäßig im britischen Fernsehen auf, so unter anderem in Karibische Affäre (1989), einer Folge der Fernsehreihe Miss Marple. International bekannt wurde er für seine Darstellung des scheinheiligen George Wickham in dem BBC-Fernsehmehrteiler Stolz und Vorurteil (1995) mit Jennifer Ehle und Colin Firth. Von 1997 bis 1999 spielte er die Rolle des Dr. Shearer in 35 Folgen der Fernsehserie Peak Practice. Danach erhielt er auch kleine Nebenrollen in Kinoproduktionen wie 7 Sekunden (2005) oder Nightwatching – Das Rembrandt-Komplott (2007); er spielte aber auch weiterhin Theater. Im Jahr 2001 stand er in der Titelrolle von Shakespeares Macbeth in Salisbury auf der Bühne. 2004 spielte er einen manisch-depressiven Drogenabhängigen in Cloaca von Maria Goos am Old Vic Theatre unter der Regie von Kevin Spacey. Neben Jennifer Ehle in der Rolle der Tracy Lord spielte er 2005 den C. K. Dexter Haven in dem bereits 1940 mit Katharine Hepburn und Cary Grant prominent verfilmten Bühnenstück The Philadelphia Story von Philip Barry.
In den 2010er Jahren folgten zahlreiche Auftritte in bekannten Fernsehserien wie Agatha Christie’s Poirot (2013), Downton Abbey (2015), Black Mirror (2016), The Crown (2017), Poldark (2018) und Vera – Ein ganz spezieller Fall (2019). Auf der Leinwand war er erneut 2019 in der Filmbiografie Judy neben Renée Zellweger zu sehen. Im Rahmen des Jane Austen Festivals in Bath schlüpfte er im September 2019 für das erstmals am Old Georgian Theatre Royal aufgeführte Ein-Personen-Stück Being Mr. Wickham erneut in die Rolle des George Wickham aus Stolz und Vorurteil. Im Mai 2021 trat er am Theatre Royal in Bury St Edmunds erneut in einer Aufführung des Stücks auf, die per Live-Stream im Internet übertragen wurde.
Mit seiner Ehefrau Michelle hat er eine Tochter. Gemeinsam leben sie in London.

## Filmografie (Auswahl)
- 1987: Dutch Girls (TV-Film)
- 1989: Campion (TV-Serie, zwei Folgen)
- 1989: After the War (TV-Miniserie)
- 1989: Miss Marple – Karibische Affäre (A Caribbean Mystery) (TV-Reihe)
- 1991: Die Strauß-Dynastie (The Strauss Dynasty) (TV-Miniserie)
- 1994: Citizen Locke (TV-Film)
- 1995: Heißer Verdacht – Kind vermißt (Prime Suspect: The Lost Child) (TV-Reihe)
- 1995: Chandler & Co (TV-Serie, fünf Folgen)
- 1995: Stolz und Vorurteil (Pride and Prejudice) (TV-Miniserie)
- 1997–1999: Peak Practice (TV-Serie, 35 Folgen)
- 1999: Der Schützengraben (The Trench)
- 2001: Young Blades
- 2001: Meine beste Freundin (Me Without You)
- 2003: Down to Earth (TV-Serie, zwei Folgen)
- 2003: Too Good to Be True (TV-Film)
- 2004: Inspector Barnaby – Nass und tot (Midsomer Murders – Dead in the Water) (TV-Reihe, eine Folge)
- 2004: Spooks – Im Visier des MI5 (Spooks) (TV-Serie, eine Folge)
- 2005: 7 Sekunden (7 Seconds)
- 2005–2006: Judge John Deed (TV-Serie, acht Folgen)
- 2006–2007: The Bill (TV-Serie, sechs Folgen)
- 2007: Der Preis des Verbrechens (Trial & Retribution) (TV-Serie, eine Folge)
- 2007: Nightwatching – Das Rembrandt-Komplott (Nightwatching)
- 2007: Dschihad in der City (Britz) (TV-Film)
- 2009: Lewis – Der Oxford Krimi (Lewis) (TV-Serie, eine Folge)
- 2009: In der Tiefe wartet der Tod (Nine Miles Down)
- 2009: Personal Affairs (TV-Serie, zwei Folgen)
- 2009–2012: Doctors (TV-Serie, zwei Folgen)
- 2010–2011: Rosamunde Pilcher – Vier Frauen (This September) (TV-Mehrteiler)
- 2011: Victim
- 2012: Gerichtsmediziner Dr. Leo Dalton (Silent Witness) (TV-Serie, zwei Folgen)
- 2012: Bert & Dickie
- 2012: City Slacker
- 2012–2015: Toast of London (TV-Serie, fünf Folgen)
- 2013: Agatha Christie’s Poirot – Elefanten vergessen nicht (Agatha Christie’s Poirot – Elephants Can Remember) (TV-Serie, eine Folge)
- 2014: Inspector Barnaby – Barnaby muss reisen (Midsomer Murders – The Killings of Copenhagen) (TV-Reihe, eine Folge)
- 2014: Silk – Roben aus Seide (Silk) (TV-Serie, eine Folge)
- 2015: Death in Paradise (TV-Serie, eine Folge)
- 2015: New Tricks – Die Krimispezialisten (New Tricks) (TV-Serie, zwei Folgen)
- 2015: Downton Abbey (TV-Serie, eine Folge)
- 2015–2016: X Company (TV-Serie, sieben Folgen)
- 2016: Bedrag (TV-Serie, eine Folge)
- 2016: Black Mirror (TV-Serie, eine Folge)
- 2017: Nachdem ich ihm begegnet bin (Apple Tree Yard) (TV-Mehrteiler)
- 2017: Genius (TV-Serie, eine Folge)
- 2017: Grantchester (TV-Serie, eine Folge)
- 2017: Red Dwarf (TV-Serie, eine Folge)
- 2017: The Crown (TV-Serie, zwei Folgen)
- 2018: Collateral (TV-Miniserie)
- 2018: Poldark (TV-Serie, eine Folge)
- 2018: The Festival
- 2019: Amundsen
- 2019: Judy
- 2019: Vera – Ein ganz spezieller Fall (Vera) (TV-Serie, eine Folge)
- 2019: A Christmas Carol (TV-Mehrteiler)
- 2020: Spy City (TV-Serie, sechs Folgen)
- 2020–2021: Feel Good (TV-Serie, sieben Folgen)
- 2022: Toast of Tinseltown (TV-Serie, zwei Folgen)
- 2022: Anatomie eines Skandals (Anatomy of a Scandal) (TV-Miniserie, eine Folge)
- 2022: The Man Who Fell to Earth (TV-Serie, eine Folge)

## Theaterauftritte (Auswahl)
- 1989–1990: Helden (Arms and the Man) von George Bernard Shaw – als Sergius Saranoff, Regie: Casper Wrede, Manchester
- 1992–1993: Ende gut, alles gut (All’s Well That Ends Well) von William Shakespeare – als Dumaine, Royal Shakespeare Company
- 1992–1993: Wie es euch gefällt (As You Like It) von William Shakespeare – als Oliver, Royal Shakespeare Company, Stratford-upon-Avon
- 1992–1993: The School of Night von Peter Whelan – als Thomas Kyd, Regie: Bill Alexander, Royal Shakespeare Company, Stratford-upon-Avon und London
- 1996: Tolstoy von James Goldman – London
- 1999: Sleep With Me von Hanif Kureishi – Regie: Anthony Page, Royal National Theatre, London
- 2000: Gone to LA von Lolly Susi – als Tony, Hampstead Theatre, London
- 2000: Noces de sable von Didier van Cauwelaert – als Gärtner Bruno, Regie: Patrick Sandford, Nuffield Theatre, Southampton
- 2001: Macbeth von William Shakespeare – als Macbeth, Salisbury
- 2001: Helping Harry von Valentine Guinness – Regie: Nickolas Grace, Jermyn Street Theatre, London
- 2001: Der Rückfall (The Relapse) von John Vanbrugh – als Worthy, Regie: Trevor Nunn, Royal National Theatre, London
- 2002: Reporter (The Front Page) von Ben Hecht und Charles MacArthur – als Hildy Johnson, Regie: Douglas Wager, Festival Theatre, Chichester
- 2002: Dead Funny von Terry Johnson – als Richard, Regie: Loveday Ingram, Minerva Studio, Chichester
- 2003–2004: Dinner von Moira Buffini – als Mikrobiologe Hall, Regie: Fiona Buffini, Wyndham’s Theatre, West End, London
- 2004: Cloaca von Maria Goos – Regie: Kevin Spacey, Old Vic Theatre, London
- 2005: The Philadelphia Story von Philip Barry – als C. K. Dexter Haven, Old Vic Theatre, London